# Llista de topònims de Canejan
Llista de topònims (noms propis de lloc) del municipi de Canejan, a la Val d'Aran
Informació actualitzada per un bot. Els canvis manuals es perdran quan s'actualitzi!

## borda
| imatge | Nom                     | Ubicat a | instància de | Detalls                     | coordenades                                                          | Protecció                                  | Commons (més fotos) | Dades a WD                    |
| ------ | ----------------------- | -------- | ------------ | --------------------------- | -------------------------------------------------------------------- | ------------------------------------------ | ------------------- | ----------------------------- |
|        | Bòrda de Bordius        | Canejan  | borda        | Estil: arquitectura popular | 42° 49′ 11″ N, 0° 45′ 09″ E / 42.819661°N,0.752481°E Bordius         | bé integrant del patrimoni cultural català |                     | Modifica les dades a Wikidata |
|        | Bòrda deth Gotèr        | Canejan  | borda        | Estil: arquitectura popular |                                                                      | bé integrant del patrimoni cultural català |                     | Modifica les dades a Wikidata |
|        | Bòrda deth To           | Canejan  | borda        | Estil: arquitectura popular | 42° 50′ 35″ N, 0° 44′ 43″ E / 42.843113°N,0.745375°E                 | bé integrant del patrimoni cultural català |                     | Modifica les dades a Wikidata |
|        | Cabana de Cap des Malhs | Canejan  | borda        |                             | 42° 50′ 36″ N, 0° 45′ 08″ E / 42.8433485077997°N,0.752149207384027°E |                                            |                     | Modifica les dades a Wikidata |
|        | Cabana de Laujò         | Canejan  | borda        |                             | 42° 48′ 18″ N, 0° 45′ 35″ E / 42.805021981003°N,0.75959668622519°E   |                                            |                     | Modifica les dades a Wikidata |
|        | Cabana de Pèirahita     | Canejan  | borda        |                             | 42° 48′ 38″ N, 0° 46′ 37″ E / 42.8105606282706°N,0.77697895037498°E  |                                            |                     | Modifica les dades a Wikidata |
|        | Cabana des Estanhs      | Canejan  | borda        |                             | 42° 48′ 01″ N, 0° 45′ 59″ E / 42.8003033663798°N,0.766304098471167°E |                                            |                     | Modifica les dades a Wikidata |

## casa
| imatge | Nom               | Ubicat a | instància de | Detalls                     | coordenades                                          | Protecció                                  | Commons (més fotos) | Dades a WD                    |
| ------ | ----------------- | -------- | ------------ | --------------------------- | ---------------------------------------------------- | ------------------------------------------ | ------------------- | ----------------------------- |
|        | Çò des de Benòsa  | Canejan  | casa         | Estil: arquitectura popular | 42° 50′ 18″ N, 0° 44′ 22″ E / 42.838218°N,0.739477°E | bé integrant del patrimoni cultural català |                     | Modifica les dades a Wikidata |
|        | Çò des de Puig    | Canejan  | casa         | Estil: arquitectura popular |                                                      | bé integrant del patrimoni cultural català |                     | Modifica les dades a Wikidata |
|        | Çò des de Simonet | Canejan  | casa         | Estil: arquitectura popular | 42° 50′ 18″ N, 0° 44′ 21″ E / 42.838266°N,0.739117°E | bé integrant del patrimoni cultural català |                     | Modifica les dades a Wikidata |
|        | Çò des de Sirat   | Canejan  | casa         | Estil: arquitectura popular |                                                      | bé integrant del patrimoni cultural català |                     | Modifica les dades a Wikidata |

## collada
| imatge | Nom                 | Ubicat a                 | instància de | Detalls | coordenades                                                        | Protecció | Commons (més fotos) | Dades a WD                    |
| ------ | ------------------- | ------------------------ | ------------ | ------- | ------------------------------------------------------------------ | --------- | ------------------- | ----------------------------- |
|        | Coll de Barracomica | Vielha e Mijaran Canejan | collada      |         | 42° 47′ 23″ N, 0° 45′ 40″ E / 42.789722222222°N,0.76111111111111°E |           |                     | Modifica les dades a Wikidata |
|        | pas dera Comassa    | Canejan                  | collada      |         | 42° 49′ 43″ N, 0° 50′ 04″ E / 42.8285°N,0.83441806°E               |           |                     | Modifica les dades a Wikidata |

## edifici
| imatge | Nom                       | Ubicat a | instància de | Detalls                     | coordenades                                                                               | Protecció                                  | Commons (més fotos) | Dades a WD                    |
| ------ | ------------------------- | -------- | ------------ | --------------------------- | ----------------------------------------------------------------------------------------- | ------------------------------------------ | ------------------- | ----------------------------- |
|        | Bocard de Canejan         | Canejan  | edifici      | Estil: arquitectura popular | 42° 50′ 02″ N, 0° 43′ 58″ E / 42.833908°N,0.732894°E ca:Prop de Pontaut, direcció Canejan | bé integrant del patrimoni cultural català |                     | Modifica les dades a Wikidata |
|        | Caseta deth Barratge      | Canejan  | edifici      |                             | 42° 48′ 58″ N, 0° 49′ 27″ E / 42.816186122398°N,0.824174736192009°E                       |                                            |                     | Modifica les dades a Wikidata |
|        | Era Càmera                | Canejan  | edifici      |                             | 42° 49′ 35″ N, 0° 44′ 23″ E / 42.8262655798856°N,0.739764321425912°E                      |                                            |                     | Modifica les dades a Wikidata |
|        | Era Estacion deth Cable   | Canejan  | edifici      |                             | 42° 49′ 15″ N, 0° 49′ 57″ E / 42.8209540596514°N,0.832472396297169°E                      |                                            |                     | Modifica les dades a Wikidata |
|        | Ressèc de Toran           | Canejan  | edifici      | Estil: arquitectura popular | 42° 49′ 31″ N, 0° 46′ 39″ E / 42.82518°N,0.77753°E                                        | bé cultural d'interès local                |                     | Modifica les dades a Wikidata |
|        | Çò des de Benòsa der Mòla | Canejan  | edifici      | Estil: arquitectura popular |                                                                                           | bé integrant del patrimoni cultural català |                     | Modifica les dades a Wikidata |

## entitat singular de població
| imatge | Nom                | Ubicat a | instància de                                   | Detalls                            | coordenades                                                                      | Protecció                                  | Commons (més fotos) | Dades a WD                    |
| ------ | ------------------ | -------- | ---------------------------------------------- | ---------------------------------- | -------------------------------------------------------------------------------- | ------------------------------------------ | ------------------- | ----------------------------- |
|        | Bordius            | Canejan  | entitat singular de població                   | Estil: arquitectura popular 3 hab  | 42° 49′ 11″ N, 0° 45′ 09″ E / 42.81963°N,0.75256°E 1140 msnm                     | bé integrant del patrimoni cultural català | Bordius             | Modifica les dades a Wikidata |
|        | Campespin          | Canejan  | entitat singular de població                   | 0 hab                              | 42° 49′ 39″ N, 0° 47′ 42″ E / 42.82754730747142°N,0.7949216140693619°E 1186 msnm |                                            |                     | Modifica les dades a Wikidata |
|        | Canejan            | Canejan  | entitat singular de població capital municipal | 73 hab                             | 42° 50′ 18″ N, 0° 44′ 20″ E / 42.83836°N,0.739°E 919 msnm                        |                                            |                     | Modifica les dades a Wikidata |
|        | Era Cassenhau      | Canejan  | entitat singular de població                   | 0 hab                              | 42° 50′ 01″ N, 0° 44′ 50″ E / 42.833673°N,0.747129°E 840 msnm                    |                                            |                     | Modifica les dades a Wikidata |
|        | Eth Pradet         | Canejan  | entitat singular de població                   | 6 hab                              | 42° 49′ 14″ N, 0° 48′ 20″ E / 42.8206462161096°N,0.805449389461409°E 1073 msnm   |                                            |                     | Modifica les dades a Wikidata |
|        | Moron e Era Mòla   | Canejan  | entitat singular de població                   | 14 hab                             | 42° 49′ 47″ N, 0° 45′ 06″ E / 42.82969229°N,0.751748085°E 962.238 msnm           |                                            |                     | Modifica les dades a Wikidata |
|        | Pontaut            | Canejan  | entitat singular de població                   | 2 hab                              | 42° 50′ 06″ N, 0° 43′ 54″ E / 42.83500119°N,0.731760263°E 657.042 msnm           |                                            |                     | Modifica les dades a Wikidata |
|        | Porcingles         | Canejan  | entitat singular de població                   | 0 hab                              | 42° 49′ 36″ N, 0° 46′ 20″ E / 42.82674604032866°N,0.7721058595186647°E 941 msnm  |                                            |                     | Modifica les dades a Wikidata |
|        | Sant Joan de Toran | Canejan  | entitat singular de població                   | Estil: arquitectura romànica 3 hab | 42° 49′ 26″ N, 0° 47′ 45″ E / 42.823881°N,0.795934°E 1018 msnm                   | bé integrant del patrimoni cultural català | Sant Joan de Toran  | Modifica les dades a Wikidata |

## església
| imatge | Nom                              | Ubicat a           | instància de | Detalls                                   | coordenades                                                                      | Protecció                                  | Commons (més fotos)               | Dades a WD                    |
| ------ | -------------------------------- | ------------------ | ------------ | ----------------------------------------- | -------------------------------------------------------------------------------- | ------------------------------------------ | --------------------------------- | ----------------------------- |
|        | Sant Joan i Sant Cerní de Tolosa | Canejan            | església     | Estil: arquitectura eclèctica             | 42° 50′ 19″ N, 0° 44′ 21″ E / 42.83869°N,0.73912°E                               | bé integrant del patrimoni cultural català | Glèisa de Sant Sernilh de Canejan | Modifica les dades a Wikidata |
|        | Santuari de Sant Joan de Toran   | Sant Joan de Toran | església     | Estil: arquitectura romànica 12nd century | 42° 49′ 26″ N, 0° 47′ 46″ E / 42.82378°N,0.79623°E ca:Pl de l'Església 1018 msnm | bé integrant del patrimoni cultural català | Santuari de Sant Joan de Toran    | Modifica les dades a Wikidata |

## font
| imatge | Nom           | Ubicat a | instància de | Detalls | coordenades                                                         | Protecció | Commons (més fotos) | Dades a WD                    |
| ------ | ------------- | -------- | ------------ | ------- | ------------------------------------------------------------------- | --------- | ------------------- | ----------------------------- |
|        | hònt Hereda   | Canejan  | font         |         | 42° 50′ 10″ N, 0° 45′ 40″ E / 42.836043862353°N,0.761248125741439°E |           |                     | Modifica les dades a Wikidata |
|        | hònt de Botàs | Canejan  | font         |         | 42° 49′ 10″ N, 0° 50′ 54″ E / 42.819332067977°N,0.84837410963493°E  |           |                     | Modifica les dades a Wikidata |

## llac glacial
| imatge | Nom                            | Ubicat a                           | instància de             | Detalls                                                    | coordenades                                                                  | Protecció | Commons (més fotos) | Dades a WD                    |
| ------ | ------------------------------ | ---------------------------------- | ------------------------ | ---------------------------------------------------------- | ---------------------------------------------------------------------------- | --------- | ------------------- | ----------------------------- |
|        | Estany Long de Liat            | Canejan Naut Aran Vielha e Mijaran | llac glacial zona humida | Llarg: 1030m Ample: 383m Superfície: 27ha Profunditat: 32m | 42° 48′ 20″ N, 0° 52′ 20″ E / 42.805555555556°N,0.87222222222222°E 2136 msnm |           | Estanh Long de Liat | Modifica les dades a Wikidata |
|        | estanh de Bedreda              | Canejan                            | llac glacial             |                                                            | 42° 47′ 54″ N, 0° 50′ 14″ E / 42.7984159954327°N,0.837294856686039°E         |           |                     | Modifica les dades a Wikidata |
|        | estanh de Cumedan              | Canejan                            | llac glacial             |                                                            | 42° 47′ 43″ N, 0° 46′ 37″ E / 42.7951450368059°N,0.777017518115105°E         |           |                     | Modifica les dades a Wikidata |
|        | estanh nere deth Cap deth Marc | Canejan                            | llac glacial             |                                                            | 42° 48′ 41″ N, 0° 51′ 48″ E / 42.811507773252°N,0.86332216990337°E           |           |                     | Modifica les dades a Wikidata |
|        | estanhets d'Albi               | Canejan Naut Aran                  | llac glacial             |                                                            | 42° 48′ 45″ N, 0° 52′ 27″ E / 42.812612512892°N,0.87429184775338°E           |           |                     | Modifica les dades a Wikidata |

## molí d'aigua
| imatge | Nom                 | Ubicat a | instància de | Detalls                     | coordenades | Protecció                                  | Commons (més fotos) | Dades a WD                    |
| ------ | ------------------- | -------- | ------------ | --------------------------- | ----------- | ------------------------------------------ | ------------------- | ----------------------------- |
|        | Era Mòla de Pontaut | Canejan  | molí d'aigua | Estil: arquitectura popular |             | bé integrant del patrimoni cultural català |                     | Modifica les dades a Wikidata |
|        | Mòla de Porcingles  | Canejan  | molí d'aigua | Estil: arquitectura popular |             | bé cultural d'interès local                |                     | Modifica les dades a Wikidata |

## muntanya
| imatge | Nom                       | Ubicat a                 | instància de | Detalls | coordenades                                                          | Protecció | Commons (més fotos)      | Dades a WD                    |
| ------ | ------------------------- | ------------------------ | ------------ | ------- | -------------------------------------------------------------------- | --------- | ------------------------ | ----------------------------- |
|        | Barracomica               | Canejan                  | muntanya     |         | 42° 47′ 31″ N, 0° 46′ 02″ E / 42.79193611°N,0.76724306°E 2334.7 msnm |           |                          | Modifica les dades a Wikidata |
|        | Cap dera Maleda           | Canejan                  | muntanya     |         | 42° 49′ 54″ N, 0° 49′ 29″ E / 42.83170833°N,0.82473333°E 2103.5 msnm |           |                          | Modifica les dades a Wikidata |
|        | Cap dera Potèrla          | Canejan                  | muntanya     |         | 42° 50′ 13″ N, 0° 47′ 25″ E / 42.83689444°N,0.79023333°E 1781.1 msnm |           |                          | Modifica les dades a Wikidata |
|        | Cap dera Sèrra (Canejan)  | Canejan                  | muntanya     |         | 42° 50′ 40″ N, 0° 44′ 37″ E / 42.84431944°N,0.74370833°E 1269.2 msnm |           |                          | Modifica les dades a Wikidata |
|        | Cap des Canarilhes        | Canejan                  | muntanya     |         | 42° 50′ 10″ N, 0° 46′ 46″ E / 42.836°N,0.779353°E 1764.1 msnm        |           |                          | Modifica les dades a Wikidata |
|        | Cap deth Malh de Cristalh | Canejan                  | muntanya     |         | 42° 49′ 37″ N, 0° 51′ 04″ E / 42.82701111°N,0.85101333°E 2399.6 msnm |           |                          | Modifica les dades a Wikidata |
|        | Cap deth Tiron            | Canejan                  | muntanya     |         | 42° 47′ 40″ N, 0° 48′ 01″ E / 42.79454444°N,0.80024333°E 2184.1 msnm |           |                          | Modifica les dades a Wikidata |
|        | Era Pica                  | Canejan                  | muntanya     |         | 42° 50′ 26″ N, 0° 48′ 06″ E / 42.8406°N,0.801763°E 2034.6 msnm       |           |                          | Modifica les dades a Wikidata |
|        | Pica de Horadic           | Canejan                  | muntanya     |         | 42° 50′ 19″ N, 0° 48′ 38″ E / 42.83870278°N,0.81046667°E 2115.5 msnm |           |                          | Modifica les dades a Wikidata |
|        | Sierra de Guarbes         | Vielha e Mijaran Canejan | muntanya     |         | 42° 47′ 26″ N, 0° 46′ 50″ E / 42.79043°N,0.78045°E                   |           |                          | Modifica les dades a Wikidata |
|        | Tuc Blanc deth Portilhon  | Canejan                  | muntanya     |         | 42° 48′ 56″ N, 0° 52′ 15″ E / 42.8156°N,0.870953°E 2646.2 msnm       |           | Tuc Blanc deth Portilhon | Modifica les dades a Wikidata |
|        | Tuc de Betlan             | Canejan                  | muntanya     |         | 42° 48′ 11″ N, 0° 47′ 15″ E / 42.80315833°N,0.78741389°E 2141.4 msnm |           |                          | Modifica les dades a Wikidata |
|        | Tuc de Canejan            | Canejan Santenh          | muntanya     |         | 42° 49′ 12″ N, 0° 51′ 49″ E / 42.81998889°N,0.86368889°E 2656 msnm   |           |                          | Modifica les dades a Wikidata |
|        | Tuc de Cauilha            | Vielha e Mijaran Canejan | muntanya     |         | 42° 47′ 19″ N, 0° 48′ 01″ E / 42.78851667°N,0.80017667°E 2351.3 msnm |           |                          | Modifica les dades a Wikidata |
|        | Tuc de Comagrana          | Canejan                  | muntanya     |         | 42° 50′ 34″ N, 0° 45′ 41″ E / 42.84273611°N,0.76144444°E 1648.6 msnm |           |                          | Modifica les dades a Wikidata |
|        | Tuc de Crabèra            | Santenh Canejan Mèles    | muntanya     |         | 42° 49′ 33″ N, 0° 51′ 30″ E / 42.8257°N,0.858212°E 2630 msnm         |           | Pic de Crabère           | Modifica les dades a Wikidata |
|        | Tuc de Lia                | Canejan                  | muntanya     |         | 42° 47′ 58″ N, 0° 49′ 26″ E / 42.79939722°N,0.82376667°E 2264.3 msnm |           |                          | Modifica les dades a Wikidata |
|        | Tuc de Pan                | Canejan Hòs              | muntanya     |         | 42° 50′ 18″ N, 0° 46′ 20″ E / 42.8384°N,0.772347°E 1724.5 msnm       |           |                          | Modifica les dades a Wikidata |
|        | Tuc dera Comassa          | Canejan                  | muntanya     |         | 42° 49′ 43″ N, 0° 50′ 49″ E / 42.8286°N,0.846875°E 2393.9 msnm       |           |                          | Modifica les dades a Wikidata |
|        | Tuc des Crabes (Canejan)  | Canejan                  | muntanya     |         | 42° 48′ 12″ N, 0° 51′ 14″ E / 42.80325278°N,0.85392222°E 2400.5 msnm |           |                          | Modifica les dades a Wikidata |
|        | tuc d'Ermèr               | Canejan                  | muntanya     |         | 42° 48′ 21″ N, 0° 50′ 19″ E / 42.80580278°N,0.83863889°E 2432 msnm   |           | Tuc d'Ermèr              | Modifica les dades a Wikidata |

## nucli de població
| imatge | Nom             | Ubicat a | instància de      | Detalls | coordenades                                                       | Protecció | Commons (més fotos) | Dades a WD                    |
| ------ | --------------- | -------- | ----------------- | ------- | ----------------------------------------------------------------- | --------- | ------------------- | ----------------------------- |
|        | Eth Pònt de Rei | Canejan  | nucli de població |         | 42° 50′ 55″ N, 0° 44′ 11″ E / 42.848675°N,0.736414°E 600 msnm     |           |                     | Modifica les dades a Wikidata |
|        | Pujòla-Amellet  | Canejan  | nucli de població |         | 42° 50′ 26″ N, 0° 44′ 11″ E / 42.84058227689°N,0.73628639383678°E |           |                     | Modifica les dades a Wikidata |

## pont
| imatge | Nom              | Ubicat a | instància de | Detalls                     | coordenades                                                          | Protecció                                  | Commons (més fotos) | Dades a WD                    |
| ------ | ---------------- | -------- | ------------ | --------------------------- | -------------------------------------------------------------------- | ------------------------------------------ | ------------------- | ----------------------------- |
|        | Pont des Abadòs  | Canejan  | pont         | Estil: arquitectura popular |                                                                      | bé integrant del patrimoni cultural català |                     | Modifica les dades a Wikidata |
|        | Pònt des Crambes | Canejan  | pont         |                             | 42° 48′ 40″ N, 0° 48′ 31″ E / 42.8111782105694°N,0.808536198702856°E |                                            |                     | Modifica les dades a Wikidata |

## serra
| imatge | Nom              | Ubicat a | instància de | Detalls | coordenades                                                          | Protecció | Commons (més fotos) | Dades a WD                    |
| ------ | ---------------- | -------- | ------------ | ------- | -------------------------------------------------------------------- | --------- | ------------------- | ----------------------------- |
|        | Era Serreta      | Canejan  | serra        |         | 42° 48′ 21″ N, 0° 45′ 49″ E / 42.80584444°N,0.763725°E 1901.9 msnm   |           |                     | Modifica les dades a Wikidata |
|        | Sèrra de Bedrera | Canejan  | serra        |         | 42° 48′ 30″ N, 0° 49′ 51″ E / 42.8082°N,0.830869°E 2432.3 msnm       |           |                     | Modifica les dades a Wikidata |
|        | sèrra de Crabèra | Canejan  | serra        |         | 42° 49′ 20″ N, 0° 51′ 37″ E / 42.8221°N,0.860236°E 2557 msnm         |           |                     | Modifica les dades a Wikidata |
|        | sèrra deth Tiron | Canejan  | serra        |         | 42° 48′ 07″ N, 0° 48′ 20″ E / 42.80199806°N,0.80563889°E 2184.1 msnm |           |                     | Modifica les dades a Wikidata |

## àrea protegida
| imatge | Nom                     | Ubicat a                           | instància de                                  | Detalls                       | coordenades                                                      | Protecció | Commons (més fotos)     | Dades a WD                    |
| ------ | ----------------------- | ---------------------------------- | --------------------------------------------- | ----------------------------- | ---------------------------------------------------------------- | --------- | ----------------------- | ----------------------------- |
|        | Arribèra deth Garona    | Les Canejan Bausen Naut Aran       | àrea protegida Pla d'Espais d'Interès Natural | 1992 Superfície: 213.07908ha  | 42° 49′ 52″ N, 0° 43′ 48″ E / 42.831°N,0.73°E                    |           | Arribèra deth Garona    | Modifica les dades a Wikidata |
|        | Parc Sant Joan de Toran | Canejan Vielha e Mijaran Naut Aran | àrea protegida Pla d'Espais d'Interès Natural | 1992 Superfície: 9431.36422ha | 42° 48′ 21″ N, 0° 47′ 50″ E / 42.805827°N,0.797174°E Vall d'Aran |           | Parc Sant Joan de Toran | Modifica les dades a Wikidata |

## Misc
| imatge | Nom                          | Ubicat a                             | instància de                         | Detalls                                                                | coordenades | Protecció                                            | Commons (més fotos)  | Dades a WD                    |
| ------ | ---------------------------- | ------------------------------------ | ------------------------------------ | ---------------------------------------------------------------------- | --- | ---------------------------------------------------- | -------------------- | ----------------------------- |
|        | Casa Sirat                   | Canejan                              | casa forta                           |                                                                        | 42° 50′ 18″ N, 0° 44′ 18″ E / 42.838217°N,0.738267°E                                                                                  | bé d'interès cultural bé cultural d'interès nacional |                      | Modifica les dades a Wikidata |
|        | Eth Calvari                  | Canejan                              | creu monumental                      |                                                                        | 42° 50′ 18″ N, 0° 44′ 56″ E / 42.8383206940532°N,0.748783136408734°E                                                                  |                                                      |                      | Modifica les dades a Wikidata |
|        | Garona                       | Occitània Vall d'Aran Nova Aquitània | riu                                  | Desemboca: estuari de la Gironda Llarg: 647km Conca: 56000km²          | 42° 37′ 04″ N, 0° 58′ 08″ E / 42.6178°N,0.9689°E 45° 02′ 19″ N, 0° 36′ 40″ O / 45.0386°N,0.6111°O                                     |                                                      | Garonne              | Modifica les dades a Wikidata |
|        | Lauder de Canejan            | Canejan                              | safareig                             | Estil: arquitectura popular                                            | 42° 50′ 16″ N, 0° 44′ 30″ E / 42.837779°N,0.741783°E                                                                                  | bé cultural d'interès local                          |                      | Modifica les dades a Wikidata |
|        | Moron e Era Mòla e Navias    | Moron e Era Mòla Canejan             | nucli d'entitat singular de població | 14 hab                                                                 | 42° 49′ 47″ N, 0° 45′ 06″ E / 42.82969229°N,0.751748085°E 962.238 msnm                                                                |                                                      |                      | Modifica les dades a Wikidata |
|        | Porcingles                   | Canejan                              | assentament humà                     | Estil: arquitectura popular                                            | 42° 49′ 36″ N, 0° 46′ 14″ E / 42.82663°N,0.77068°E                                                                                    | bé integrant del patrimoni cultural català           |                      | Modifica les dades a Wikidata |
|        | Sant Laurenç                 | Canejan                              | oratori                              |                                                                        | 42° 49′ 27″ N, 0° 46′ 50″ E / 42.8241088676655°N,0.78048135198283°E                                                                   |                                                      |                      | Modifica les dades a Wikidata |
|        | auet de Canejan              | Canejan                              | arbre singular                       | Taxon: avet blanc (Abies alba) Ample: 20.5m Alt: 20.5m Perímetre: 5.5m | 42° 48′ 42″ N, 0° 45′ 18″ E / 42.81177°N,0.75488°E ca:Pista Les-Toran, a 700 m del barranc de Bordius 1320 msnm                       | arbre monumental                                     | Auet de Canejan      | Modifica les dades a Wikidata |
|        | casa consistorial de Canejan | Canejan                              | casa consistorial                    |                                                                        | 42° 50′ 17″ N, 0° 44′ 24″ E / 42.8381018°N,0.7400289°E                                                                                |                                                      | Town hall of Canejan | Modifica les dades a Wikidata |
|        | coma d'Arbe                  | Canejan                              | indret                               |                                                                        | |                                                      |                      | Modifica les dades a Wikidata |
|        | riu de Toran                 | Canejan                              | curs d'aigua                         | Desemboca: Garona Llarg: 12.5km                                        | 42° 49′ 47″ N, 0° 44′ 51″ E / 42.829652777778°N,0.74753055555556°E 42° 50′ 08″ N, 0° 43′ 54″ E / 42.835555555556°N,0.73166666666667°E |                                                      | Toran River          | Modifica les dades a Wikidata |